# Nike Air Max

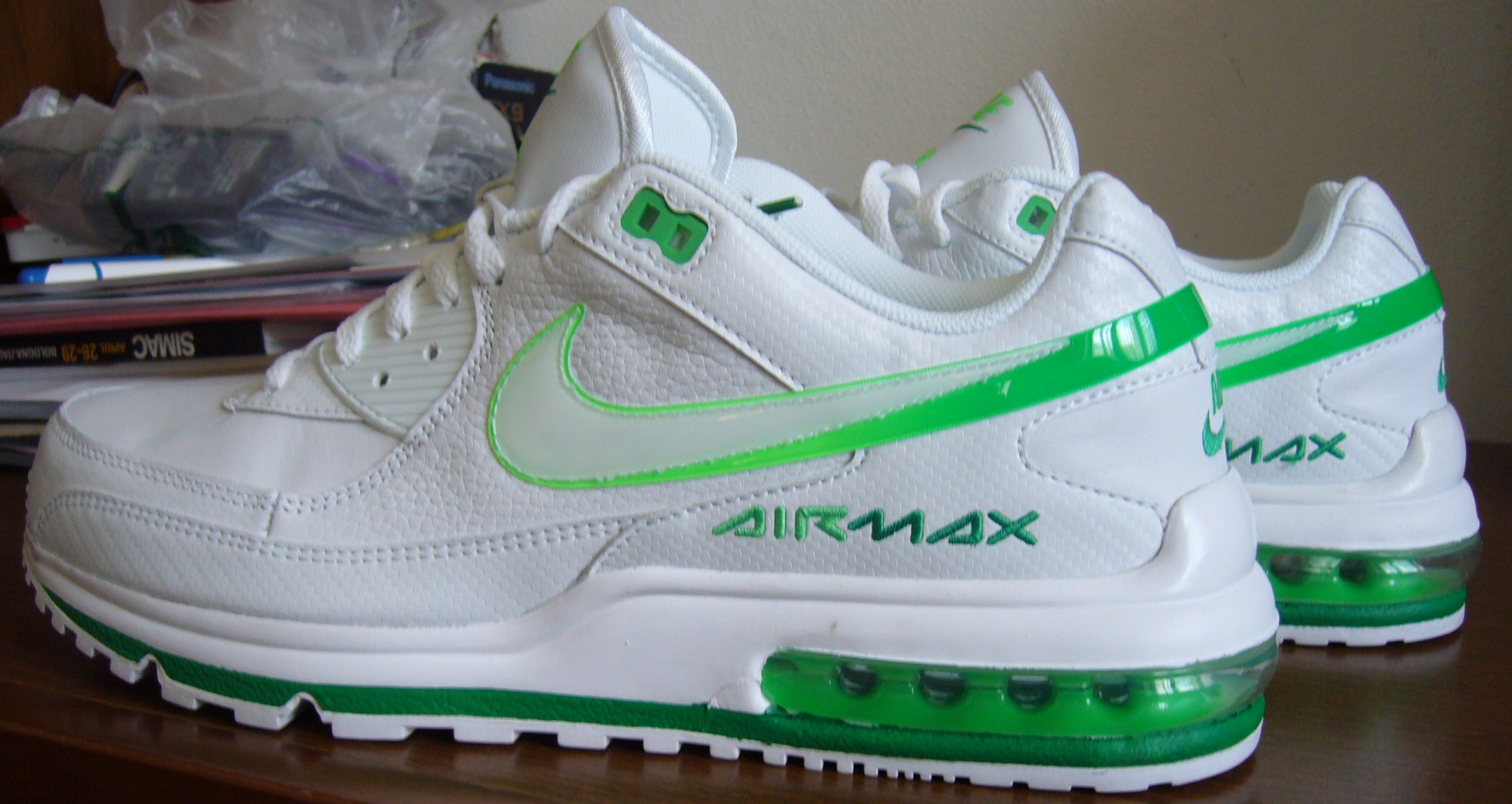
Air max TLD 2, 2002

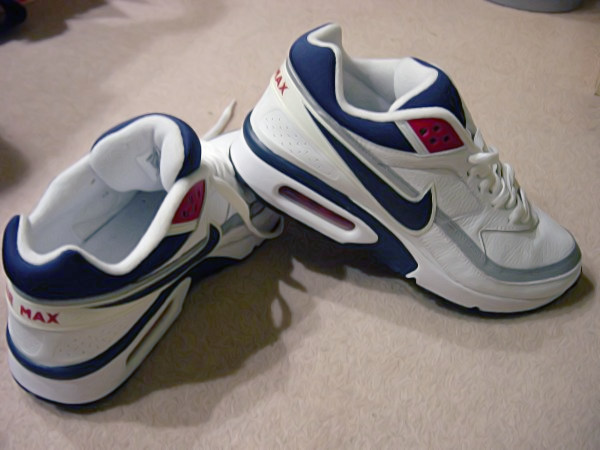
AirmaxBWJPG, 2006

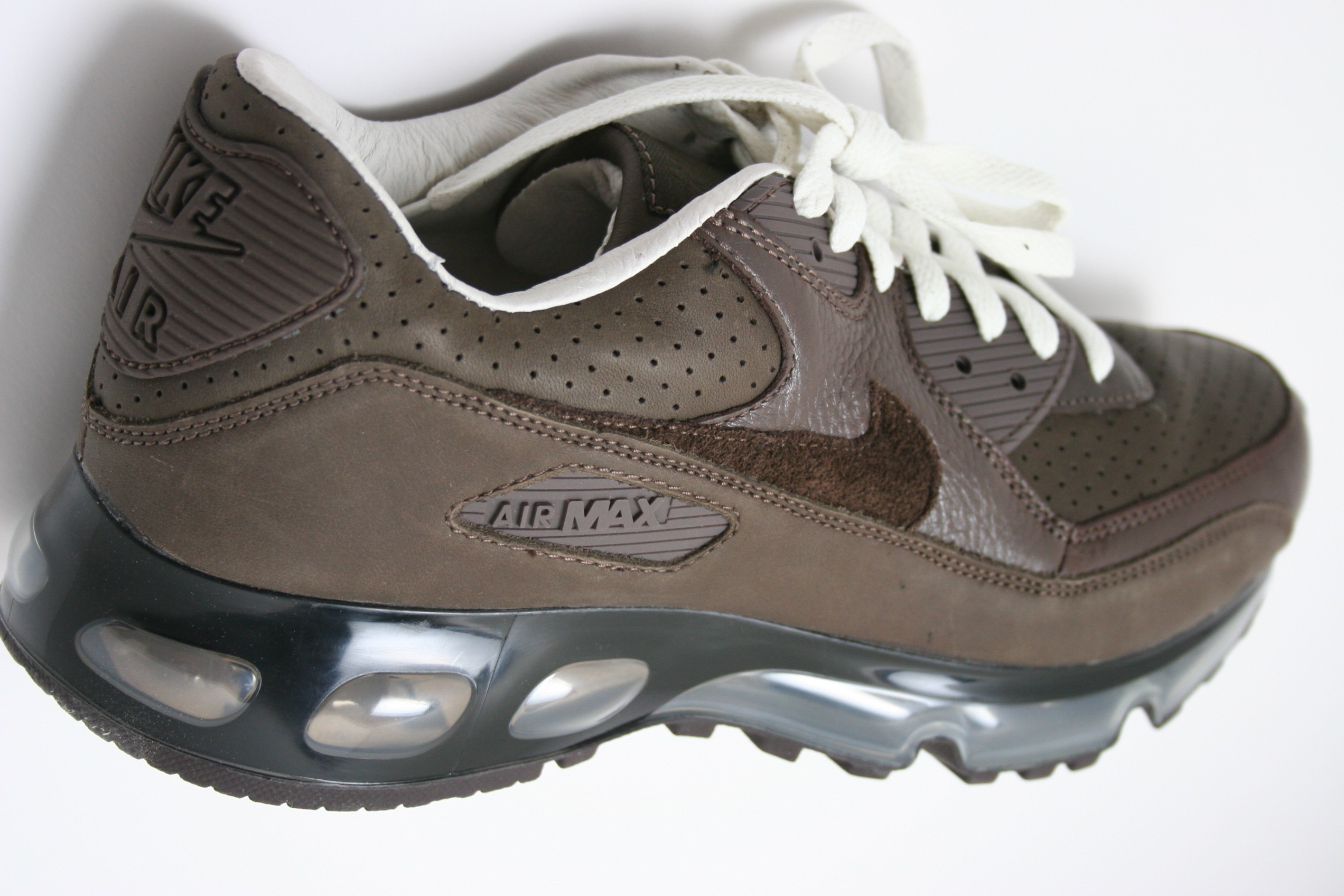
Nike Air Max 90 x 360 Hybrid, 2006

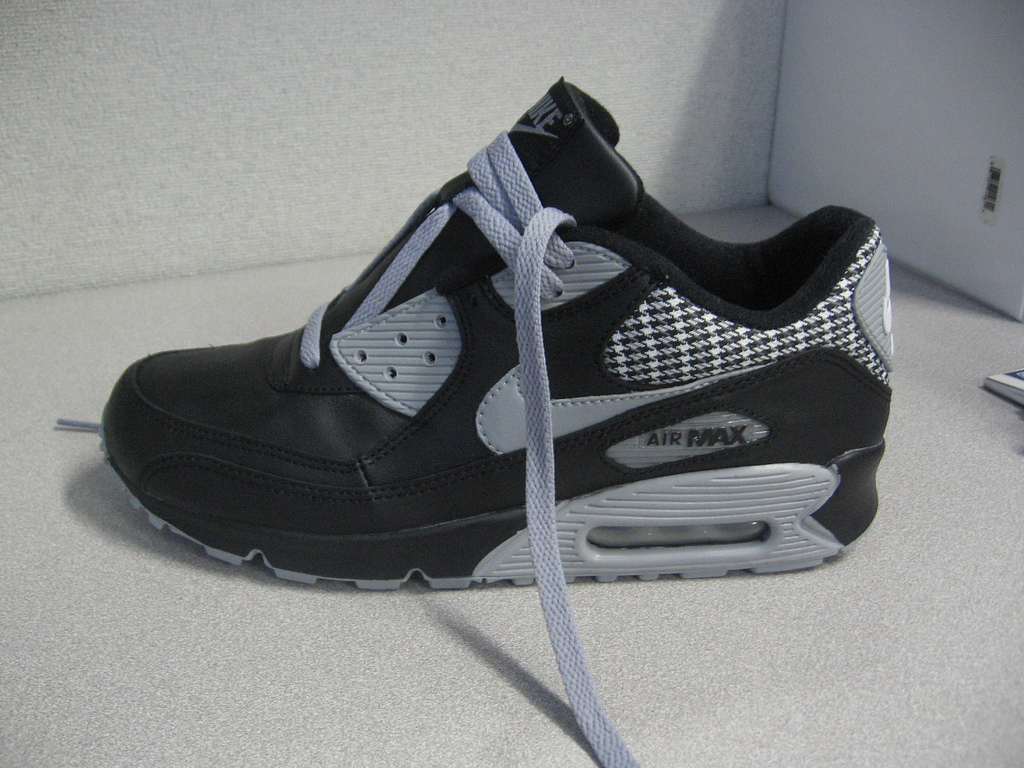
Nike Air Max, 2010

Nike Air Max är en produktionslinje av skor som lanserades 1987 av Nike. Sedan introduktionen har Nike Air Max uppdaterat nya skomodeller. Skon är populär bland subkulturer, exempelvis hiphop.  

## Utseende
Nike Air Max har dämpning med luft vid hälen för att de ska vara sköna att gå med. Det finns olika varianter av dämpningen. En variant med ringar i dämpningen heter Tube Air. En variant som bara har luft heter Air Max 2. Den var populär under 1990-talet. Under 2000-talet har det börjat komma nya dämpningar med exempelvis en tub inne i dämpningen. I mitten av skon finns det ett Nike-märke.

## Inom Populärkulturen
Air Max-skor nämns i ett antal hiphop-sånger, och har en koppling till hiphop-kulturen. Ett nämnvärt nämnande av Air Max finns i rapgruppen Kartellens låt AM43 från 2012. Titeln är en referens till Air Max-skor av storlek 43, något som även nämns av Sebastian Stakset i låten.